# Landkreis Forchheim
Landkreis Forchheim is een Landkreis in de Duitse deelstaat Beieren. De Landkreis telt 116.600 inwoners (31 december 2020) op een oppervlakte van 642,96 km². Kreisstadt is de gelijknamige stad.

## Indeling
Landkreis Forchheim is onderverdeeld in 29 gemeenten. Drie gemeenten, waaronder de hoofdplaats hebben de status stad. Acht gemeenten mogen zich Markt noemen. Een aantal kleinere gemeenten laten hun taken middels een Verwaltungsgemeinschaft uitoefenen door een grotere buurgemeente.
Steden
1. Ebermannstadt
2. Forchheim
3. Gräfenberg

Märkte
1. Eggolsheim
2. Egloffstein
3. Gößweinstein
4. Hiltpoltstein
5. Igensdorf
6. Neunkirchen am Brand
7. Pretzfeld
8. Wiesenttal

Overige gemeenten
1. Dormitz
2. Effeltrich
3. Hallerndorf
4. Hausen
5. Heroldsbach
6. Hetzles
7. Kirchehrenbach
8. Kleinsendelbach
9. Kunreuth
10. Langensendelbach
11. Leutenbach
12. Obertrubach
13. Pinzberg
14. Poxdorf
15. Unterleinleiter
16. Weilersbach
17. Weißenohe
18. Wiesenthau

Aichach-Friedberg · Altötting · Amberg · Amberg-Sulzbach · Ansbach (stad) · Landkreis Ansbach · Aschaffenburg (stad) · Landkreis Aschaffenburg · Augsburg (stad) · Landkreis Augsburg · Bad Kissingen · Bad Tölz-Wolfratshausen · Bamberg (stad) · Landkreis Bamberg · Bayreuth (stad) · Landkreis Bayreuth · Berchtesgadener Land · Cham · Coburg (stad) · Landkreis Coburg · Dachau · Deggendorf · Dillingen an der Donau · Dingolfing Landau · Donau-Ries · Ebersberg · Eichstätt · Erding · Erlangen · Erlangen-Höchstadt · Forchheim · Freising · Feyung-Grafenau · Fürstenfeldbruck · Fürth (stad) · Landkreis Fürth · Garmisch-Partenkirchen · Günzburg · Haßberge · Hof (stad) · Landkreis Hof · Ingolstadt · Kaufbeuren · Kelheim · Kempten im Allgäu · Kitzingen · Kronach · Kulmbach · Landsberg am Lech · Landshut (stad) · Landkreis Landshut · Lichtenfels · Lindau · Main-Spessart · Memmingen · Miesbach · Miltenberg · Mühldorf am Inn · München · Landkreis München · Neuburg-Schrobenhausen · Neumarkt in der Oberpfalz · Neurenberg · Neustadt an der Aisch-Bad Windsheim · Neustadt an der Waldnaab · Neu-Ulm · Nürnberger Land · Oberallgäu · Ostallgäu · Passau (stad) · Landkreis Passau · Pfaffenhofen an der Ilm · Regen · Regensburg (stad) · Landkreis Regensburg · Rhön-Grabfeld · Rosenheim (stad) · Landkreis Rosenheim · Roth · Rottal-Inn · Schwabach · Schwandorf · Schweinfurt (stad) · Landkreis Schweinfurt · Starnberg · Straubing · Straubing-Bogen · Tirschenreuth · Traunstein · Unterallgäu · Weiden in der Oberpfalz · Weilheim-Schongau · Weißenburg-Gunzenhausen · Wunsiedel im Fichtelgebirge · Würzburg (stad) · Landkreis Würzburg
Dormitz ·
Ebermannstadt ·
Effeltrich ·
Eggolsheim ·
Egloffstein ·
Forchheim ·
Gößweinstein ·
Gräfenberg ·
Hallerndorf ·
Hausen ·
Heroldsbach ·
Hetzles ·
Hiltpoltstein ·
Igensdorf ·
Kirchehrenbach ·
Kleinsendelbach ·
Kunreuth ·
Langensendelbach ·
Leutenbach ·
Neunkirchen a.Brand ·
Obertrubach ·
Pinzberg ·
Poxdorf ·
Pretzfeld ·
Unterleinleiter ·
Weilersbach ·
Weißenohe ·
Wiesenthau ·
Wiesenttal